# Municipio de Easley
Easley Township es un municipio del condado de Macon, Misuri, Estados Unidos. Según el censo de 2020, tiene una población de 135 habitantes.
La subdivisión tiene un código censal Z1, que indica que no está en funcionamiento (non-functioning county subdivision).

## Geografía
Está ubicado en las coordenadas 39°59′34″N 92°40′5″O / 39.99278, -92.66806 (39.992736, -92.66817). Según la Oficina del Censo de los Estados Unidos, tiene una superficie total de 82.30 km², de la cual 81.24 km² corresponden a tierra firme y 1.06 km² están cubiertos por agua.

## Demografía
Según el censo de 2020, hay 135 personas residiendo en la zona. La densidad de población es de 1.66 hab./km². El 92.6 % de los habitantes son blancos, el 1.5 % son asiáticos, el 4.4 % son de otras razas y el 1.5 % son de una mezcla de razas. Del total de la población, el 5.2 % son hispanos o latinos de cualquier raza.